# Lo Borg de Lastic
Lo Borg (en francès Bourg-Lastic) és un municipi francès situat al departament del Puèi Domat i a la regió d'Alvèrnia-Roine-Alps. L'any 2012 tenia 897 habitants.

## Demografia

### Població
El 2007 la població de fet del Borg era de 955 persones. Hi havia 432 famílies de les quals 168 eren unipersonals (64 homes vivint sols i 104 dones vivint soles), 128 parelles sense fills, 100 parelles amb fills i 36 famílies monoparentals amb fills.
La població ha evolucionat segons el següent gràfic:
| Evolució de la població |      |      |      |      |      |      |      |      |
| 1793                    | 1800 | 1806 | 1821 | 1831 | 1836 | 1841 | 1846 | 1851 |
| 2065                    | 2133 | 2088 | 2300 | 2707 | 2608 | 2759 | 2814 | 2404 |

| 1856 | 1861 | 1866 | 1872 | 1876 | 1881 | 1886 | 1891 | 1896 |
| ---- | ---- | ---- | ---- | ---- | ---- | ---- | ---- | ---- |
| 2512 | 2579 | 2599 | 1740 | 1743 | 1601 | 1573 | 1612 | 1558 |

| 1901 | 1906 | 1911 | 1921 | 1926 | 1931 | 1936 | 1946 | 1954 |
| ---- | ---- | ---- | ---- | ---- | ---- | ---- | ---- | ---- |
| 1582 | 1571 | 1650 | 1545 | 1465 | 1361 | 1447 | 1221 | 1273 |

| 1962 | 1968 | 1975 | 1982 | 1990 | 1999 | 2006 | 2011 | 2016 |
| ---- | ---- | ---- | ---- | ---- | ---- | ---- | ---- | ---- |
| 1310 | 1339 | 1168 | 1191 | 1069 | 1009 | 957  | 899  | -    |

| 2019 | - | - | - | - | - | - | - | - |
| ---- | - | - | - | - | - | - | - | - |
| -    | - | - | - | - | - | - | - | - |

Habitants censats

### Habitatges
El 2007 hi havia 606 habitatges, 437 eren l'habitatge principal de la família, 97 eren segones residències i 72 estaven desocupats. 501 eren cases i 102 eren apartaments. Dels 437 habitatges principals, 314 estaven ocupats pels seus propietaris, 103 estaven llogats i ocupats pels llogaters i 20 estaven cedits a títol gratuït; 9 tenien una cambra, 25 en tenien dues, 71 en tenien tres, 135 en tenien quatre i 197 en tenien cinc o més. 322 habitatges disposaven pel capbaix d'una plaça de pàrquing. A 195 habitatges hi havia un automòbil i a 164 n'hi havia dos o més.

### Piràmide de població
La piràmide de població per edats i sexe el 2009 era:
| Homes | Edats   | Dones |
| ----- | ------- | ----- |
| 0     | 95 o +  | 4     |
| 0     | 90 a 94 | 12    |
| 3     | 85 a 89 | 25    |
| 9     | 80 a 84 | 6     |
| 26    | 75 a 79 | 31    |
| 46    | 70 a 74 | 49    |
| 36    | 65 a 69 | 46    |
| 24    | 60 a 64 | 25    |
| 22    | 55 a 59 | 26    |
| 41    | 50 a 54 | 24    |
| 30    | 45 a 49 | 41    |
| 44    | 40 a 44 | 32    |
| 50    | 35 a 39 | 26    |
| 25    | 30 a 34 | 33    |
| 23    | 25 a 29 | 17    |
| 26    | 20 a 24 | 19    |
| 23    | 15 a 19 | 31    |
| 30    | 10 a 14 | 20    |
| 26    | 5 a 9   | 17    |
| 11    | 0 a 4   | 13    |

## Economia
El 2007 la població en edat de treballar era de 531 persones, 392 eren actives i 139 eren inactives. De les 392 persones actives 362 estaven ocupades (193 homes i 169 dones) i 30 estaven aturades (15 homes i 15 dones). De les 139 persones inactives 50 estaven jubilades, 37 estaven estudiant i 52 estaven classificades com a «altres inactius».

### Ingressos
El 2009 a Bourg-Lastic hi havia 423 unitats fiscals que integraven 866,5 persones, la mediana anual d'ingressos fiscals per persona era de 16.185 €.

### Activitats econòmiques
Dels 55 establiments que hi havia el 2007, 2 eren d'empreses extractives, 2 d'empreses alimentàries, 1 d'una empresa de fabricació d'altres productes industrials, 4 d'empreses de construcció, 10 d'empreses de comerç i reparació d'automòbils, 6 d'empreses de transport, 6 d'empreses d'hostatgeria i restauració, 2 d'empreses financeres, 4 d'empreses immobiliàries, 6 d'empreses de serveis, 8 d'entitats de l'administració pública i 4 d'empreses classificades com a «altres activitats de serveis».
Dels 16 establiments de servei als particulars que hi havia el 2009, 1 era una oficina d'administració d'Hisenda pública, 1 gendarmeria, 1 oficina de correu, 1 una oficina bancària, 2 tallers de reparació d'automòbils i de material agrícola, 1 taller d'inspecció tècnica de vehicles, 1 guixaire pintor, 1 lampisteria, 1 electricista, 1 perruqueria i 5 restaurants.
Dels 5 establiments comercials que hi havia el 2009, 1 era un supermercat, 1 una botiga de menys de 120 m², 2 fleques i 1 una botiga d'electrodomèstics.
L'any 2000 a Bourg-Lastic hi havia 35 explotacions agrícoles que ocupaven un total de 1.728 hectàrees.

## Equipaments sanitaris i escolars
El 2009 hi havia 1 farmàcia i 1 ambulància.
El 2009 hi havia una escola elemental. Lo Borg disposava d'un col·legi d'educació secundària amb 89 alumnes.

## Poblacions més properes
El següent diagrama mostra les poblacions més properes.